# Abraham Robsahm
Abraham Robsahm, född 24 maj 1738, död 4 juni 1821 i Stockholm, var en svensk slottsbyggmästare, arkitekt och tecknare.
Han var son till brukspatronen Peter Robsahm och Ester Toutin och gift 1768–1769 med Catharina Robsahm och från 1773 gift med Lovisa Sophia Geijer född i släkten Geijer samt far till arkitekten Carl Henric Robsahm. Som tecknare är han representerad med en rad blyertsteckningar vid Uppsala universitetsbibliotek.   